# Ishq Vishk
Ishq Vishk (tłum. "Miłość, romans") to bollywoodzki dramat miłosny, którego akcja dzieje się w college'u. Film został wyreżyserowany przez debiutanta Ken Ghosha w  2003 roku. W rolach głównych zagrali młodzi aktorzy indyjscy Shahid Kapoor, Amrita Rao i Shenaz Treasurywala. Za swoją rolę Shahid Kapoor został nagrodzony Nagrodą Filmfare za Najlepszy Debiut. Tematem filmu jest miłość, która wyrasta z  wieloletniej przyjaźni i pogoń za własnym ego utrudniająca rozpoznanie jej.

## Fabuła
Rajiv (Shahid Kapoor) jest wyśmiewany w college'u przez luzackich kumpli. Zarzucają mu, że jest prawiczkiem. Podrażniona duma każe mu na plaży podczas party organizowanego przez szkolnych supermacho szukać okazji do stania się bardziej doświadczonym w tych sprawach. Ale warunkiem udziału w party jest przyjście z partnerką. Rajivowi tak zależy na zabawie wśród "prawdziwych" mężczyzn, że "wyznaje miłość" swojej wieloletniej przyjaciółce - słodkiej, ale według niego sztywnej Payal (Amrita Rao). Od dawna zakochana w nim Payal chętnie przystaje na to, ale dowiedziawszy się o manipulacji Rajiva, upokorzona rozstaje się z nim. Rajiv przysięga sobie, że rozkocha w sobie najpiękniejszą dziewczynę w szkole. Wkrótce jego marzenie staje się prawdą, ale to go nie cieszy. Czegoś mu brakuje.

## Obsada
- Shahid Kapoor – Rajiv Mathur
- Amrita Rao – Payal
- Shenaz Treasurywala – Alisha Sahay
- Vishal Malhotra – Mambo
- Kapil Jhaveri – Javed
- Shabhir – Danny
- Deepti Gujral – Dolly Jattani
- Yash Tonk – Rocky
- Satish Shah – Mr. Mathur, ojciec Rajiva
- Neelima Azim – Mrs. Mathur, Rajiva mama
- Vivek Vaswani – profesor

## Muzyka i piosenki
Do muzyki Anu Malika w filmie piosenki śpiewają:
- Chot Dil Pe Lagi – Kumar Sanu, Alisha Chinnai
- Mujhe Har Haseena – Alisha Chinnai, Sonu Nigam, Kumar Sanu
- Aisa Kyoon Hota Hai – Alka Yagnik
- Aankhon Ne Tumhari – Alka Yagnik, Kumar Sanu
- Love Love Tum Karo – Sonu Nigam, Priya, Prachi
- Kaun Hai Woh – Alisha Chinnai, Udit Narayan
- Dooba Re Dooba – Sonu Nigam, Alka Yagnik
- Mujhse Huee Bas Yeh – Alka Yagnik
- Ishq Vishk Pyar Vyar – Alka Yagnik, Kumar Sanu
- Theme – Alisha Chinnai, Sonu Nigam

## Nagrody i nominacje
1. Nagroda Filmfare za Najlepszy Debiut – Shahid Kapoor
2. Nagroda Zee Cine za Najlepszy Debiut – Shahid Kapoor
3. Nagroda Screen Weekly za Najlepszy Debiut – Shahid Kapoor
4. nominacja do Nagrody Filmfare dla Najlepszej Aktorki Drugoplanowej  – Shenaz Treasurywala
5. nominacja do Nagrody Filmfare za Najlepszy Playback Kobiecy – Alisha Chinoi za  "Chot dil pe lagi"
6. nominacja do Nagrody Filmfare za Najlepszy Playback Kobiecy – Alisha Chinoi za  "Chot dil pe lagi"